# محطة الراديو العسكرية في بيير-سور-أوت
محطة الراديو العسكرية في بيير-سور-أوت  (بالفرنسية: Station hertzienne de Pierre-sur-Haute) هي محطة اتصالات عسكرية فرنسية تقع في وسط فرنسا، وتبلغ مساحتها نحو 30 هكتاراً. تقع بين بلديتي سوفان وجوب، بين منطقتي رون ألب وأوفرن، في قمة بيار سور أوت في جبال فوراز على علو 684 1 متر. يتضمن المركز أيضا برج تابع لشركة تي دي أف والادارة العامة للطيران المدني.

## الجدل مع مؤسسة ويكيميديا

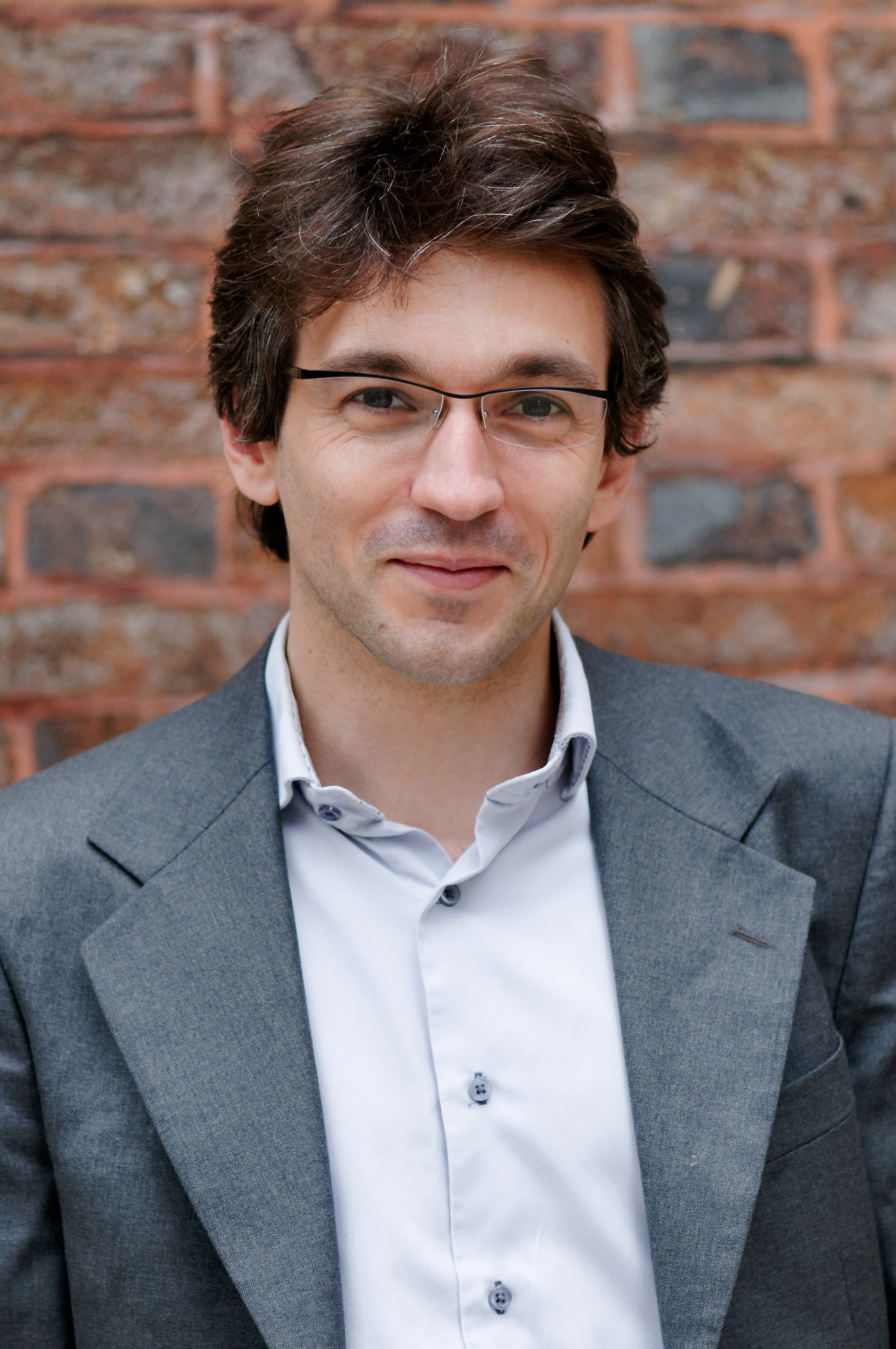
ريمي ماتيس الإداري الفرنسي ورئيس ويكيميديا فرنسا الذي حذف المقالة تحت التهديد من قبل الاستخبارات.

القناة الجهوية تي أل 7 ، نشرت في أواخر 2004 معلومات عن المركز في إطار وثائقي مرخص له من قبل القوات الجوية الفرنسية. 

في مارس 2013، الإدارة العامة للأمن الداخلي (الاستخبارات الفرنسية الداخلية) تطلب من مؤسسة ويكيميديا، في إطار تحقيق أولي عن «تسوية» قام بها قسم مكافحة الإرهاب التابع لوكالة الجمهورية في باريس، لوجوب حذف هذه الصفحة على النسخة الفرنسية وهي محطة الراديو العسكرية (التي أنشئت في يوليو 2009) لاحتوائها «معلومات عسكرية سرية مصنفة». مؤسسة ويكيميديا ترفض رفضا قاطعا حذف المقالة وطلبت من الاستخبارات توضيح الجمل التي تحتوي معلومات سرية لتعديلها أو حذفها هي فقط. الاستخبارات رفضت هذا الطلب، واستدعت ريمي ماتيس رئيس فرع ويكيميديا فرنسا أنذاك والذي لديه صلاحيات إداري في النسخة الفرنسية. بعد الضغط عليه من قبل الاستخبارات وتهديده «بإيقافه وتتبعه قضائيا»، ريمي ماتيس حذف في 4 أبريل 2013 مقالة محطة الراديو العسكرية من النسخة الفرنسية. هذا الحذف خالف قواعد ويكيبيديا ومؤسسة ويكيميديا ككل، ومن الغد تم إعادة المقالة من قبل إدارية في سويسرا. ويكيميديا فرنسا نددت بشدة لما قامت به الاستخبارات من الضغط على إداري لحذف المقالة ونشرت بيان باللغتين الفرنسية والإنجليزية. 

ما قامت به الاستخبارات الفرنسية لاخفاء محتوى المقالة نتج عنه تأثير سترايسند، حيث بغية إخفاء المقالة عن الرأي العام، تضادت وتم ترجمة المقالة لعدة لغات أخرى لنسخ ويكيميديا وارتفعت نسبة مشاهدة المقالة لمئات الآلاف إلى جانب التغطية الاعلامية الوطنية والدولية لهذا الحدث. نقابة مفوضي الشرطة الوطنية الفرنسية طرحت إمكانية وقف المقالة ومنعها من قبل قرار قضائي وقالت «أنه في فرنسا لدينا الحق القضائي في إغلاق المقالة والاتصال بكل مشغلي الإنترنت وحذف الصفحة». مراسلون بلا حدود قالت أن هذه الحادثة «سابقة سيئة» في هذا المجال.

## مقالات ذات صلة
- مخابرات فرنسية